# Пенкино (Архангельская область)
Пенкино — деревня в Вилегодском районе Архангельской области. Входит в состав Никольского сельского поселения.
Расположена в 700 метрах от деревни Кочнеговская, в 1,8 км от села Никольск, в 10,5 км от деревни Поршенский Починок.
Рельеф местности неровный, дома (всего около 15) в основном расположены на холмах. В 500 м от деревни течёт извилистая речка Виледь.
В деревне есть озеро, с восточной стороны к ней примыкает колхозное поле.
С западной стороны деревни располагается небольшой лес Жуковка.
Температура зимой до -40° С, летом до +40° С.

## Население
Численность населения деревни, по данным Всероссийской переписи населения 2010 года, составляла 3 человека.

## Фотографии

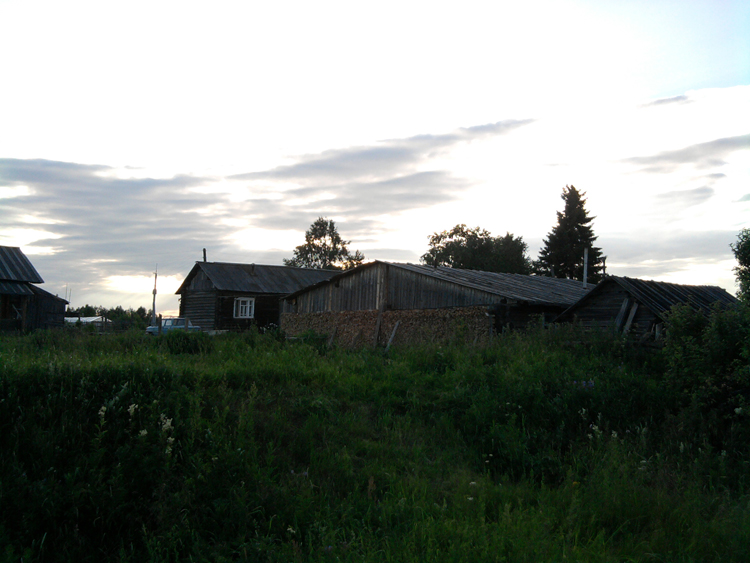
Дом
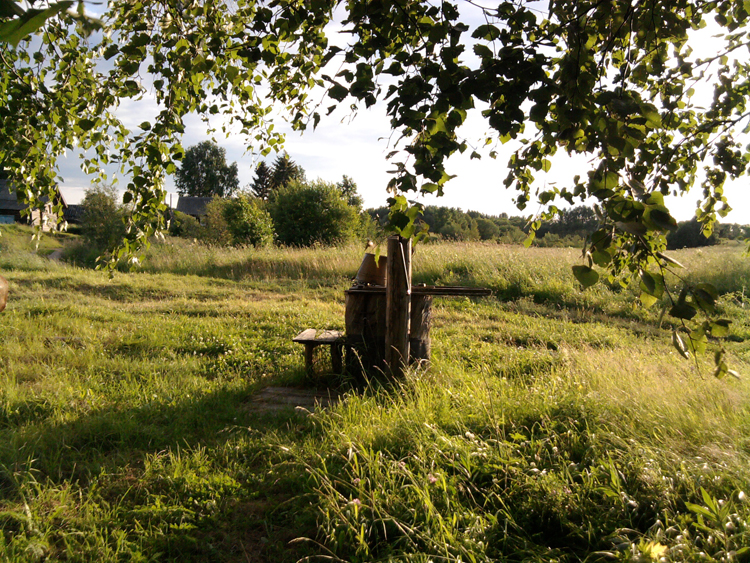
Место встреч
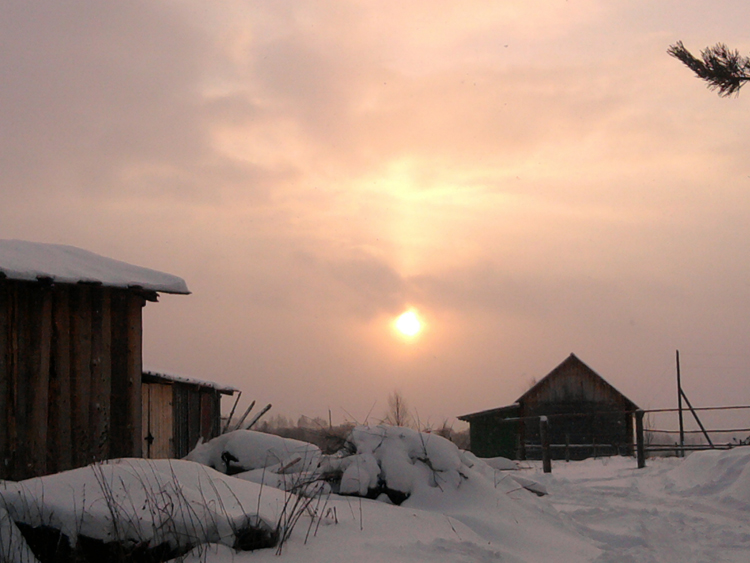
Зимнее солнце
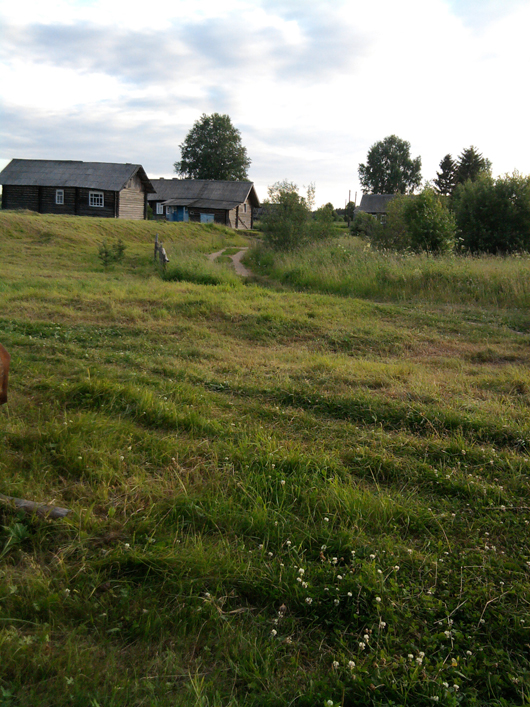
Домики
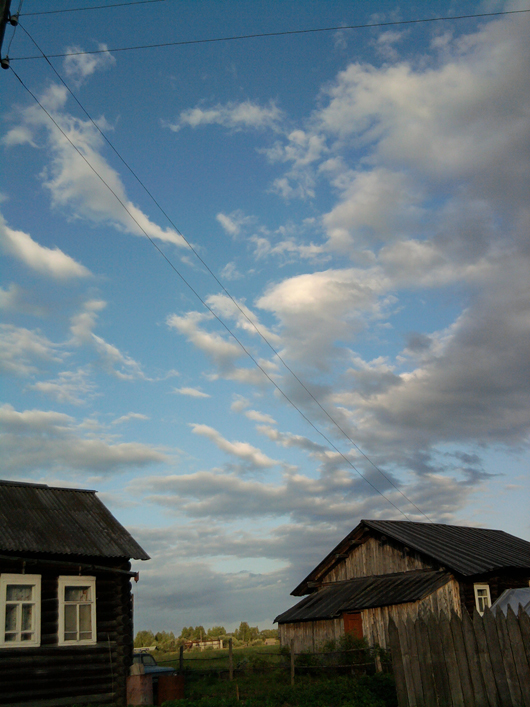
Между домами
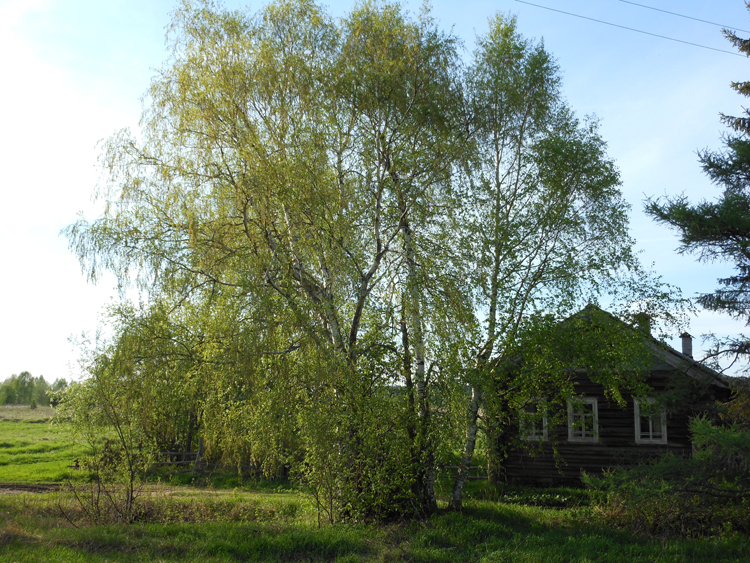
Пришла Весна